# 李少光
李少光，GBS，IDSM（英語：Ambrose Lee Siu-kwong，1948年8月17日—2022年8月14日），前香港政府官員，曾任香港保安局局長、廉政專員、入境事務處處長，第12屆香港特別行政區全國人民代表大會代表（港區人大）。

## 生平
李少光早年在九龍深水埗居住，祖籍是廣東省清遠市；分別畢業於灣仔區賽馬會官立小學（1961年小六）和九龍工業學校（1961年入學，1966年第一屆中五；1968年中七），就讀預科前曾在香港理工學院（今香港理工大學）進修了一個多月，後來畢業於香港大學電機工程系 。李少光就讀中學時曾在官立學校的聯校運動會創下新的三級跳紀錄，又曾在中六時擔任校內英文戲劇組的主席。另外，他與廣播事務管理局前成員杜國鎏為就讀預科時的同班同學。李少光於1974年1月成功投考加入人民入境事務處，成為人民入境事務主任，於1995年獲委任為入境處助理處長，於1997年獲委任為副處長，於1998年10月獲委任為入境事務處處長。2002年7月，李少光獲時任香港行政長官董建華委任為廉政專員，成為首位由紀律部隊出身的廉政專員。2003年8月，李少光接替辭職的葉劉淑儀出任保安局局長。

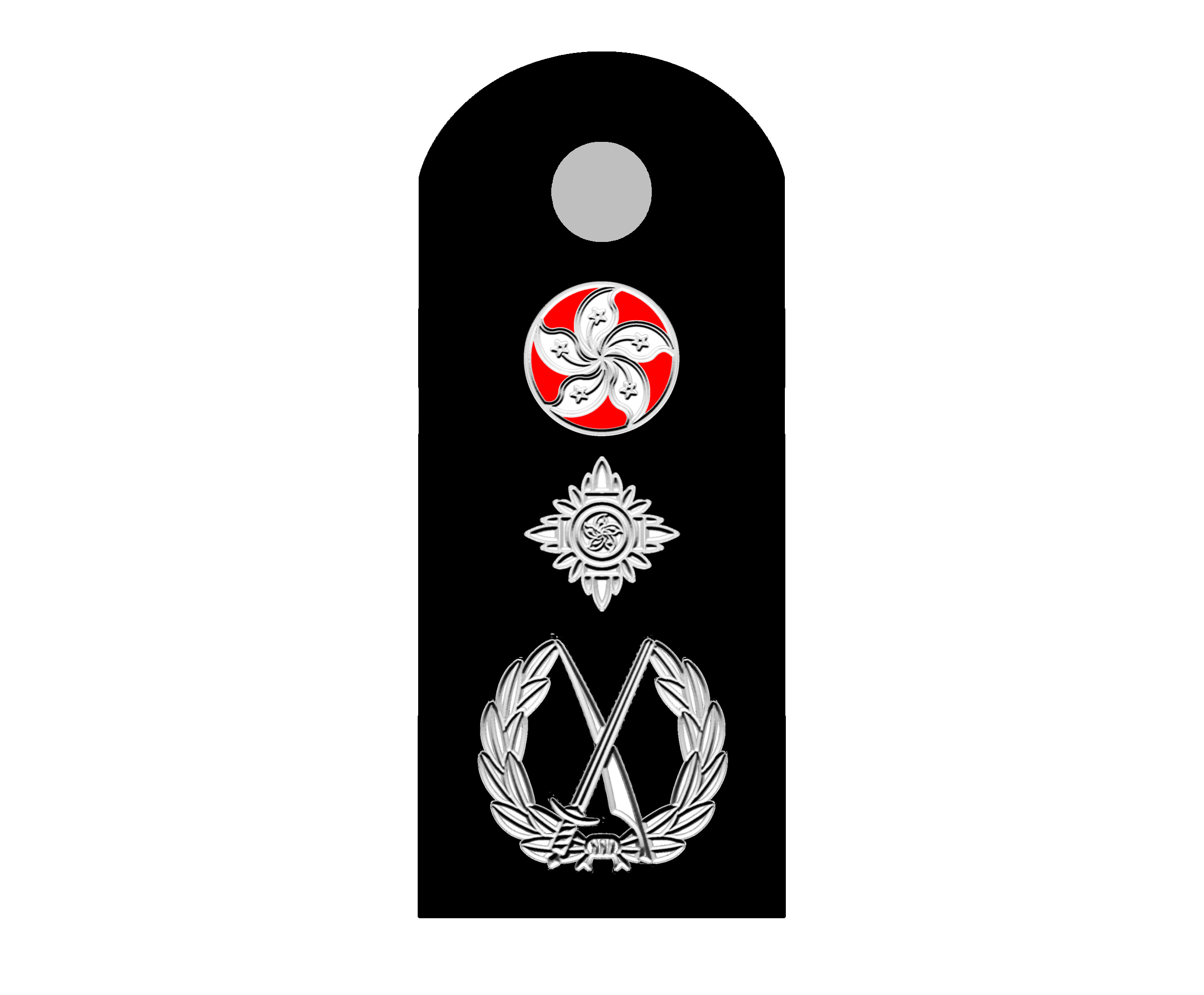
入境事務處處長肩章

李少光入職政府多年，於2009年獲頒授金紫荊星章。他最終為香港政府服務達38年後，於2012年榮休。退休前曾先後於英國牛津大學（1986年）、法國歐洲工商管理學院（1994年）、北京清華大學（1996年）以及美國哈佛大學（1998年）修讀行政管理研究生、國際行政人員培訓、香港公務員北京培訓和高層領導精修課程。退休後，李少光於2016年1月出任鷹君集團有限公司之獨立非執行董事及審核委員會委員、提名委員會委員及薪酬委員會委員。

## 家庭生活
李少光育有一子兩女，獨子為無綫電視男藝員李霖恩。

## 逝世
2022年8月14日於早上離世，距離他的74歲生日只有3天。他的兒子李霖恩透露父親平日沒有病痛，只有高血壓，早前外出食飯從樓梯跌落，鎖骨及手皆有斷裂。